# Singspielhalle
Die Singspielhalle ist eine Ausprägung des Varietés und die deutschsprachige Entsprechung von Music Hall und Vaudeville-Theater, also von Strömungen der Abendunterhaltung, die von London und Paris ausgingen und ihren kommerziellen Höhepunkt in den USA hatten.
Die Singspielhalle entstand im Zuge der Urbanisierung ab Mitte des 19. Jahrhunderts in Wien aus der Volkssängerszene heraus und wurden zum Aufführungsort für gemischte Unterhaltungsprogramme. Im Unterschied zum Varieté, das ebenso in Wien vertreten war, waren artistische und akrobatische Vorstellungen nicht vorgesehen. Singspielhallen gab es in vielen Städten des deutschen Sprachgebiets. Bekannte Künstler wie Karl Valentin oder Armin Berg sind aus ihnen hervorgegangen.

## Definition und Abgrenzung
Im Unterschied zu den Londoner, Pariser und New Yorker Vorbildern widmeten sich die Singspielhallen oft einer kleinbürgerlichen Variante der Operette, aber auch dem Kabarett und anderen Varianten der Kleinkunst. Zentrale Programmpunkte waren Gesangs-, Tanz- und Schauspiel-„Nummern“. Es traten Volks-, Couplet- und Wienerlied-Sänger auf, es wurden Volksstücke, Possen und Burlesken aufgeführt.
Obwohl die Singspielhallen ein modernes großstädtisches Phänomen waren, galten sie oft als Bastionen des scheinbar Alten und Traditionellen (siehe „Alt-Wien“). Dazu wurde etwa das Jodeln erfunden, das ursprünglich „eine Angelegenheit der Städter“ war.
Das Publikum der Singspielhalle war die gesellschaftliche Unterschicht, die sich weder Theater- noch Opernvorstellungen leisten konnte. So kostete beispielsweise 1867 der Eintritt in das Chantant (nach Café chantant, ein Vorgänger des Varietés in Wien) Schreindorfers-Glas-Salon 40 Kreuzer, während das Theater an der Wien vier Gulden, also das zehnfache, verlangte.
Trotz des Wortes „Halle“ im Namen, war die Singspielhalle zumeist in gewöhnlichen städtischen Gebäuden untergebracht. Lediglich im Prater war die Bezeichnung Halle mitunter wortwörtlich zu verstehen.

## Geschichte
Die Singspielhalle war vor allem im Raum Wien verbreitet, mit einem Zentrum im Prater. Sie diente vorerst vor allem als Aufführungsstätte für Volkssänger, kleine Theatertruppen und Komiker. Volkssänger waren die Stars und häufig auch Gründer von Singspielhallen. Sie gaben Solovorträge, ließen Volksstücke aufführen und gaben Singspiele zum Besten. Die Singspielhalle wurde so zur „Oper des kleinen Mannes“ – „ein Mittelding zwischen Theater und Volkssängerbühne“. Sie verbreitete sich rasch in den Wiener Vorstädten (die erst einige Jahre später eingemeindet wurden), und das Programm entwickelte sich zu einer bunten Mischung der zeitgenössischen Unterhaltungskultur. Um 1900 herum gab es im Raum Wien über hundert solcher Bühnen. Auch in anderen Städten wie München, Berlin oder Frankfurt am Main wurden Singspielhallen eröffnet.
Die erste Wiener Singspielhalle wurde 1860 in Hernals eröffnet („Ungers Casino“). Johann Fürsts Singspielhalle war seit 1861 eine der größten Singspielhallen im Prater. Die Wiener Singspielhalle verfügte vor allem bei den Komikern über einen regen Austausch mit dem zur Zeit Österreich-Ungarns noch zu über vierzig Prozent deutschsprachigen Budapest. Bekanntestes Beispiel hierfür ist das 1889 gegründete Budapester Orpheum, das in Wien gegründet wurde und zunächst ausschließlich aus Budapestern bestand. Viele Singspielhallen entwickelten sich zu Kleinkunsttheatern und Kabarettbühnen, und ab der Jahrhundertwende häufig zum Kino. Die ebenfalls im Prater angesiedelte große Singspielhalle von Gustav Münstedt wurde bereits 1902 zu einem der ersten Kinos Wiens umgebaut. In den 1920er-Jahren wurde daraus der Münstedt Kino Palast, aus Fürsts Singspielhalle wurde das Lustspielkino. Viele weitere Singspielhallen ereilte bis etwa 1930 dasselbe Schicksal, als das Kino zum neuen Massenunterhaltungsmedium aufstieg.

## Rechtliche Einschränkungen
Um eine Singspielhalle zu führen, benötigte man in Wien eine Konzession. Eine Singspielhalle im Sinne der Konzession war allerdings keine räumliche Einrichtung, sondern ein Unternehmen, das „zur Aufführung von einaktigen, dem Volksleben der Gegenwart entnommenen Singspielen, Possen und Burlesken mit Gesang, sowie auch von einzelnen Liedervorträgen und Soloszenen“ berechtigt war. Für die Aufführungen einer „Singspielhalle“ benötigte der Konzessionär eine „Restaurations oder Wirtshauslokalität“. Der Singspielhallenbetreiber musste sich daher für jede Vorstellung in ein Restaurant oder Wirtshaus einmieten. Wollte der Konzessionär eine eigene Aufführungsstätte gründen, benötigte er daher eine Wirtshaus-Konzession. Viele Aufführungsstatten, die als Singspielhallen bekannt waren, waren daher gewöhnliche Restaurants, Wirtshäuser oder häufig auch Hotels, in denen mehr oder weniger regelmäßig Singspielhallen-Aufführungen stattfanden.
Die Konzession sah Einschränkungen für den Umfang der Aufführungen vor, um nicht mit dem Theater zu konkurrieren. So hätten die Schauspieler der Volksstücke und Possen keine Kostümierungen tragen dürfen, die Bühnen durften keine Versenkungen aufweisen, die Kulissen und Dekorationen während einer Vorstellung nicht gewechselt werden und keinerlei Bühnenmaschinerien verwendet werden. Zumindest das Kostümverbot wurde jedoch nach Protesten wieder abgeschafft.
Trotz der rechtlichen Einschränkungen entwickelten sich einige Singspielhallen in ihrem Aufführungsbetrieb zu Theatern, in denen neben Gesangs- und Kabarettvorstellungen auch Volksstücke und mehraktige Stücke (rechtlich gesehen: mehrere Einakter hintereinander) aufgeführt wurden. Juristisch gesehen waren sie dennoch keine Theater, wenngleich sich manche Bühnen dennoch so nannten: etwa das Fürst-Theater im Wiener Prater. Die Komponisten der Singspiele wie Karl Kleiber oder Carl Ferdinand Konradin haben sich in der Geschichte der Wiener Operette, die sich aus heutiger Sicht ausschließlich in den teuren Wiener Vorstadttheatern abspielte, nicht behaupten können.